# Xen (album)
Xen è l'album di debutto della musicista venezuelana Arca, pubblicato dalla Mute Records il 4 novembre 2014, anche se aveva già prodotto due album sotto lo pseudonimo di Nuuro.

## Antefatti
Il titolo dell'album è un riferimento allo "spirito femminile" di Arca, come rappresentato nelle illustrazioni e nei video dell'album. Secondo quanto affermato dalla musicista, il designer Jesse Kanda le aveva chiesto "se avessi avuto un nome da femmina quando ero piccola, gli ho risposto che ho questa immagine nella testa quando ascolto una mia canzone che amo davvero o che mi rende felice. Mi muovo abbastanza lentamente in modo molto effeminato, chiudo gli occhi e vedo questo essere nudo che esiste di fronte a un pubblico. Tutti sono contemporaneamente attratti da esso e respinti".
Riflettendo, Arca ha avvertito che "quelle erano tutte proiezioni della mia psiche; di come vedevo la mia sessualità e di come interagivo con le persone attraverso la lente della sensualità. Xen è un 'esso' (en: it). Tendo a chiamare Xen 'lei' (en: she) in risposta al fatto che la società si appoggia storicamente agli uomini che hanno più potere. Il fatto che io chiami Xen 'lei' è un'equalizzazione di ciò". Tale riflessione si può riscontrare nel video del singolo Thievery. Arca ha inoltre evidenziato che i titoli delle sue canzoni hanno poco significato, ad eccezione di Failed, che tratta del rapporto con il fidanzato dell'epoca, Daniel Sannwald.

## Ricezione critica
L'album ha ricevuto dal sito web statunitense Metacritic, sulla base di ventidue recensioni, una valutazione di 79/100. AllMusic ha invece affermato che "il modo in cui Arca gioca e decora il tempo, lasciando mutare spontaneamente suoni e stati d'animo, fa di Xen un quadro completo della sua arte e promette molto di più". Clash ha descritto l'album come "un accattivante, a volte inspiegabile raggiungimento di apici doloranti e bassi malconci". Consequence of Sound ha scritto che "il tempo di Arca accanto a Gesaffelstein ha aumentato la sua consapevolezza dello spazio tra i ritmi e il potere emotivo di queste esitazioni". The Observer ha affermato che Xen è "uno di quegli album che riafferma elegantemente il fascino della musica digitale, esprimendo tonalità e stati d'essere che non rientrano nello spettro analogico".
Pitchfork ha dichiarato: "Preso nel suo insieme, è un album che parla di unità instabili, cose che non possono facilmente tenere insieme, che si rompono completamente e che vengono rimesse insieme in forme nuove e sconosciute". PopMatters ha scritto: "Questa è roba senza compromessi, con poca trattenuta, e l'effetto finale è quello che porta non solo il suo cuore, ma la sua anima, sulla manica". Resident Advisor ha pubblicato: "Xen rimane singolare - e spesso altrettanto brillante - come il resto del catalogo di Arca". Fact ha infine scritto: "Anche se i suoi timbri come produttore non sono in discussione, la scrittura su Xen è troppo irregolare per realizzare appieno le ambizioni di Ghersi. Tuttavia, difficilmente manca di idee".

## Tracce
Tutte le tracce sono state scritte da Alejandra Ghersi.

### Edizione standard
1. Now You Know – 3:58
2. Held Apart – 1:20
3. Xen – 3:18
4. Sad Bitch – 1:55
5. Sisters – 2:21
6. Slit Thru – 2:12
7. Failed – 3:40
8. Family Violence – 2:13
9. Thievery – 2:33
10. Lonely Thugg – 2:56
11. Fish – 2:07
12. Wound – 2:09
13. Bullet Chained – 2:51
14. Tongue – 2:59
15. Promise – 2:52

### Bonus track

#### Bonus track per il Giappone
1. Boyfriend – 3:43

#### Edizione?????
1. ????? A – 9:08
2. ????? B – 2:21
3. Xen (video musicale) – 3:20
4. Thievery (video musicale) – 2:33

### Edizione vinile

#### Lato C
1. Empath – 1:37
2. Get in the Fucking Car – 2:58
3. Snatch – 1:51
4. Vanity – 2:30

#### Lato D
1. Dog Crying at Its Owner's Grave – 3:05

## Formazione
- Arca – arrangiamenti, produzione
- Jesse Kanda – direttore creativo

## Classifiche
| Classifica (2014)              | Posizione massima |
| ------------------------------ | ----------------- |
| Giappone                       | 109               |
| Stati Uniti (independent)      | 8                 |
| Stati Uniti (dance/electronic) | 47                |
| Stati Uniti (heatseekers)      | 6                 |